# Niccolò Marini
Niccolò Marini (20 de agosto de 1843 - 27 de julho de 1923) foi um cardeal italiano da Igreja Católica que serviu como secretário da Congregação para as Igrejas Orientais de 1917 a 1922, e foi elevado ao cardeal em 1916.

## Biografia
Marini nasceu em Roma e era parente do Pietro Marini. Ele estudou no Collegio Capranica ; a Pontifícia Universidade Gregoriana, de onde obteve seu doutorado em filosofia , na teologia , e no cânon e direito civil ; e a Universidade Real de Roma . Ele foi ordenado ao sacerdócio em 26 de Junho 1866, e depois fez pastoral trabalho em Roma.
Fundador do diário católico Il buon senso , ele também trabalhou com a Ação Católica na criação do clube feminino Gaetana Agnesi . Mais tarde, ele foi nomeado vigário geral do cardeal Luigi Oreglia di Santo Stefano . Tornou-se funcionário da Congregação Consistorial Sagrada em 1878, e um Privado Chamberlain de numero participante em 20 de julho de 1881. Em 27 de março de 1882, ele atuou como ablegatus na entrega da galero vermelha ao recém-criado cardeal Joaquín Lluch y Garriga . Depois de ser nomeado um cânon do capítuloda Basílica de Latrão , Marini foi um adido na nunciatura para a Espanha de 1882 a 1889. Ele foi então nomeado um cânone da Basílica de São Pedro em 11 de julho de 1889, Substituto (ou suplente) da Secretaria de Briefs em 18 de março de 1892, e ambos Prelado Doméstico de Sua Santidade e Protonotary apostolic ad instar participantium dois dias depois.
Marini foi altamente ativo na busca de uma maior unidade entre o cristianismo oriental e a igreja ocidental . Foi essa perseguição que o levou a viajar para a Terra Santa , Egito , Grécia e Norte da África . Dentro da Cúria Romana , ele foi consultor da Sagrada Congregação de Estudos (10 de outubro de 1902), Pontifícia Comissão Bíblica (1911), Comissão para a Codificação do Direito Canônico (9 de março de 1912), e para a seção litúrgica do Sagrado. Congregação dos Ritos (26 de março de 1914). Ele foi nomeadoSecretário do Supremo Tribunal da Assinatura Apostólica em 20 de outubro de 1908. Como Secretário, Marini serviu como o segundo mais alto funcionário do dicastério , sob o comando do cardeal Vincenzo Vannutelli . Ele também foi altamente condecorado, tendo sido nomeado Comandante da Ordem da Rainha Isabel da Espanha , da Ordem da Coroa da Prússia e da Ordem do Santo Sepulcro , e Oficial da Legião de Honra .
O Papa Bento XV criou-o Cardeal-Diácono de Santa Maria em Domnica no consistório de 4 de dezembro de 1916. Marini, que nunca se tornou bispo , foi nomeado para a Comissão de Estudos Históricos em 4 de janeiro de 1917. Ele foi nomeado Secretário da Sagrada Congregação. para as Igrejas Orientais em 29 de novembro de 1917, essencialmente servindo como chefe daquela congregação como o Papa era o Prefeito nominal naquele tempo. O cardeal Marini renunciou ao cargo por causa de sua idade avançada e saúde precária em 1922. Nesse mesmo ano, ele participou do conclave papal que selecionouPapa Pio XI . Um de seus últimos compromissos foi como Protetor e Visitador de todos os Institutos Orientais de Roma em 28 de julho de 1922.
O cardeal Marini morreu em Roma. Ele está enterrado no cemitério de Campo Verano .